# Langsteelpruikspijkertje
Het langsteelpruikspijkertje (Microcalicium arenarium) is een zakjeszwam behorend tot de familie Microcaliciaceae. Het leeft op algen (Stichococcus of andere) of op korstmossen (korstmosparasiet). Het heeft geen fotobiont (algenpartner) en is daardoor officieel geen korstmos. Het apothecium staat op een steeltje.

## Determinatie

### Uiterlijke kenmerken
Het langsteelpruikspijkertje is een minuscule zakjeszwam. Het is niet met blote oog te zien. De steel is 0,6–1,8 (–2,5) mm hoog, 0,08–0,12 mm in diameter en zwart of grijs van kleur. De ascosporenmassa (pruik) is donkerbruin of groenzwart en niet hoger dan breed. De steel gaat geleidelijk over in het excipulum. Het excipulum is duidelijk breder dan en maximaal even breed als de steel. Pycnidiën zijn afwezig. 
De asci in het mazaedium vormen bij rijpheid een soort 'wild uitwaaierende pruik' die met een loep is te zien waar het zijn naam aan dankt. 
Het heeft de volgende kenmerkende kleurreacties: K+ (geelbruin).

### Microscopische kenmerken
De sporen hebben slechts één dwarswand, zijn breed ellipsoïde, duidelijk geornamenteerd met spiraalvormige ribbels en meten 5–6 × 2–3 µm.

## Verwarrende soorten
Het lijkt op ruig pruikspijkertje, maar deze heeft een kortere steel en een iets andere sporenmaat.

## Verspreiding
Langsteelpruikspijkertje komt voor in de noordelijke boreale tot gematigde zone in Eurazië en Noord-Amerika en ook in Nieuw-Zeeland. In Europa is het, zoals andere soorten uit het geslacht Microcalicium bijzonder zeldzaam. In Nederland komt het zeer zeldzaam voor. Het is niet bedreigd en staat niet op de rode lijst.